# Micrechites warianus
Micrechites warianus là một loài thực vật có hoa trong họ La bố ma. Loài này được (Schltr.) D.J.Middleton mô tả khoa học đầu tiên năm 2006.